# Hugo Chapacú
Hugo Chapacú, né le 5 mai 1962 à Posadas en Argentine, est un ancien joueur de tennis paraguayen.

## Carrière
Il est surtout connu pour sa participation au sein de l'équipe du Paraguay de Coupe Davis. Il a participé à 8 rencontres et 17 matchs entre 1986 et 1990, au côté de Víctor Pecci et Francisco González. C'est en 1987 qu'il fait parler de lui lors de son match épique qui l'a opposé à Jimmy Arias. Il s'agit du 4e simple d'une rencontre comptant pour le 1er tour du groupe mondial où les paraguayens s'imposeront grâce à Pecci dans le match décisif.
Après avoir perdu le premier match contre Aaron Krickstein (5-7, 6-3, 6-1, 4-6, 6-4), le 282e mondial va contre toute attente rapidement mener au score contre Arias, pourtant classé 54e. Il empoche les deux premiers sets 6-4, 6-1. Il obtient une balle de match dans le troisième mais Arias la sauve et remporte la manche sur le score de 7-5 puis la suivante 6-3. Rattrapé par ses émotions, il se retrouve rapidement mené 5-1 dans l'ultime manche et sauve une balle de match sur son service puis deux autres sur le jeu suivant. Arias sert une nouvelle fois pour le match à 5-4 mais, perturbé par l'irruption sur le court d'un spectateur, il perd sa mise en jeu. À 6-5, ce dernier commet une faute de pied sur deuxième service, ce qui donne deux balles de match pour Chapacú. L'arbitre de chaise annule la décision et redonne deux services à l'américain. Sur le point suivant, à la suite d'une mauvaise décision d'un juge de ligne, l'arbitre décide également de rejouer le point. Arias parvient à remporter son service et fait le break dans la foulée, ce qui lui permet de servir pour la troisième fois pour le match. Il commet cependant plusieurs fautes et le paraguayen revient au score. La police a du intervenir pour protéger Arias contre des supporters mécontents. À 8-7, après une double-faute de l'américain, Chapacú obtient da troisième balle de match qui est sauvée dans la foulée. Il l'emporte finalement après 5h23 de jeu sur le score de 6-4, 6-1, 5-7, 3-6, 9-7. Les spectateurs présents ont alors envahis le terrain et ont porté Chapacú tel un héros.
Lors des quarts de finale, il bat Sergio Casal (2-6, 7-5, 6-1, 6-3) sur terrain neutre à Caracas. Il retrouve les américains en 1989 mais s'incline sévèrement contre Andre Agassi (6-2, 6-1, 6-1) et Michael Chang (5-7, 6-0, 6-1).
Sur le circuit ATP, il compte une victoire sur Ricardo Acuña à Buenos Aires en 1986 et une contre Hans Gildemeister à Indianapolis en 1987. Dans les tournois Challenger, il a atteint une demi-finale à Santiago et à Parioli.
En 1988, il a remporté un tournoi Satellite en Espagne en double. Il a aussi participé aux Jeux olympiques de Séoul mais a été écrasé par le soviétique Andreï Cherkasov (6-0, 6-0, 6-1).